# 無花果天牛
無花果天牛，又稱黃八星白條天牛，是天牛科白條天牛屬的其中一種。已知的產地包括日本、中國、爪哇、印度、寮國、緬甸、馬來西亞、菲律賓、韓國、台灣、蘇門答臘、泰國和越南。它以無花果、印度榕和芒果樹為食。

## 亞種

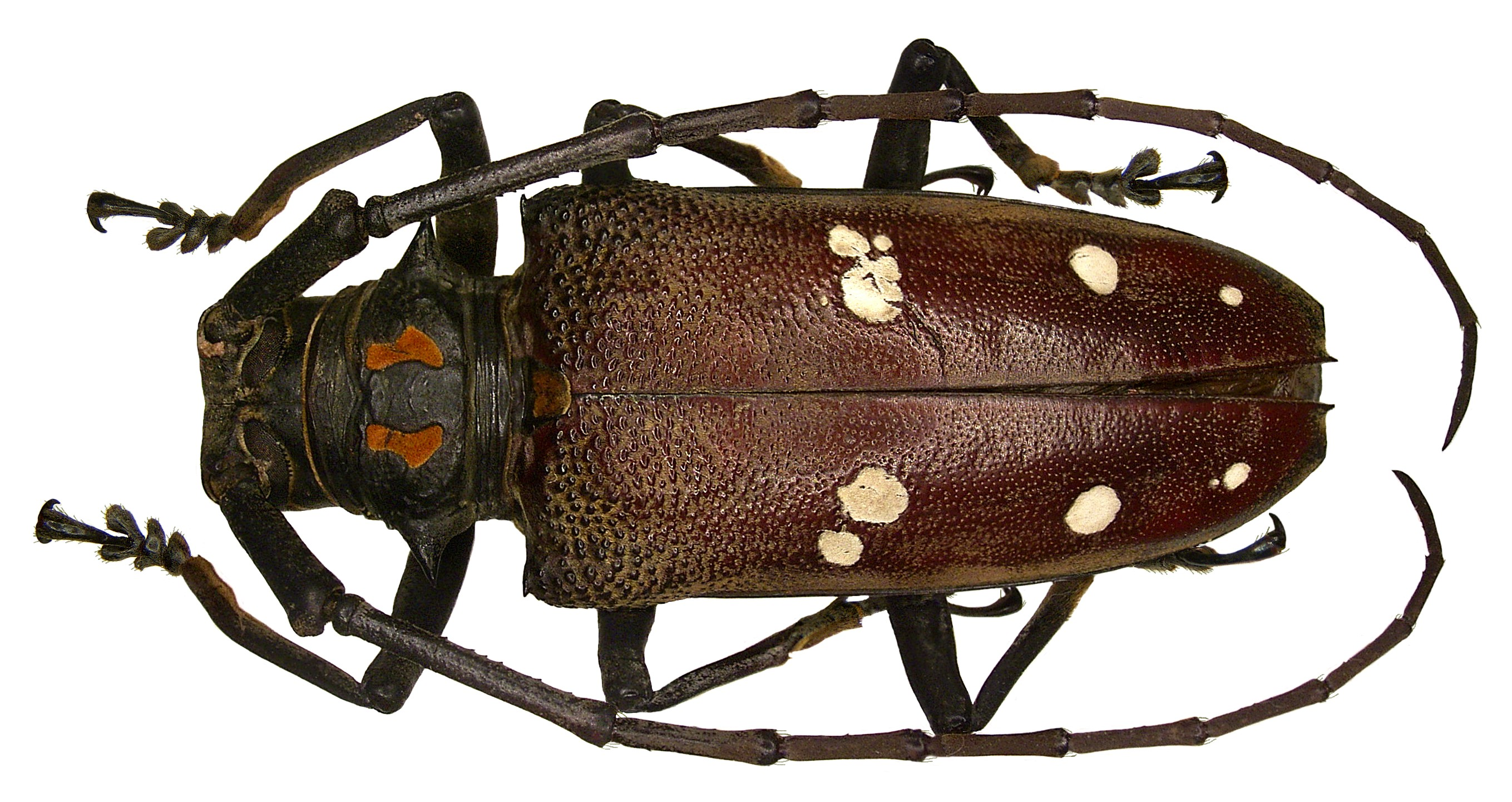

- Batocera rubus mniszechi Thomson, 1859
- Batocera rubus palawanica Kaup, 1866
- Batocera rubus rubus (Linnaeus, 1758)